# Torrenticola jordanensis
Torrenticola jordanensis är en kvalsterart som först beskrevs av Marshall 1930.  Torrenticola jordanensis ingår i släktet Torrenticola och familjen Torrenticolidae. Inga underarter finns listade i Catalogue of Life.